# Novazzano
Novazzano est une commune suisse du canton du Tessin, située dans le district de Mendrisio.

## Géographie
La commune s'étend sur 5,21 km2 à l'extrémité sud du Tessin et est frontalière avec l'Italie.
Elle comprend les localités de Brusata, Boscherina, Casate, Canova, Castel di Sotto et Pobia.

## Personnalités liées
- Giorgio Morniroli (1936-2017), homme politique.